# Saison 5 de Better Call Saul
Chronologie
Saison 4 Saison 6
La cinquième saison de la série télévisée américaine Better Call Saul comporte 10 épisodes diffusés du 23 février au 20 avril 2020 sur AMC, aux États-Unis.

## Synopsis
La série se centre sur la vie de Jimmy McGill, avocat sans envergure, avant qu'il ne devienne l'homme de loi véreux Saul Goodman et qu'il ne rencontre les futurs trafiquants de méthamphétamine Walter White et Jesse Pinkman.

## Distribution

### Acteurs principaux
- Bob Odenkirk (VF : Cyrille Artaux) : Jimmy McGill / Saul Goodman
- Jonathan Banks (VF : Féodor Atkine) : Mike Ehrmantraut
- Rhea Seehorn (VF : Sylvie Jacob) : Kim Wexler
- Patrick Fabian (VF : Nicolas Marié) : Howard Hamlin
- Michael Mando (VF : Nessym Guetat) : Nacho Varga
- Giancarlo Esposito (VF : Thierry Desroses) : Gustavo « Gus » Fring
- Tony Dalton (VF : Julien Kramer) : Eduardo « Lalo » Salamanca

### Acteurs récurrents
- Mark Margolis : « Don » Hector Salamanca
- Kerry Condon : Stacey Ehrmantraut
- Jeremiah Bitsui : Victor
- Javier Grajeda (VF : Wladimir Beltran) : Juan Bolsa

### Invités
- Ed Begley Jr. : Clifford Main
- Ann Cusack : Rebecca Bois
- Dennis Boutsikaris : Rick Schweikart
- Laura Fraser : Lydia Rodarte-Quayle
- Lavell Crawford : Huell Babineaux
- Daniel et Luis Moncada : Leonel et Marco Salamanca
- Ray Campbell (VF : Bruno Dubernat) : Tyrus Kitt
- Stefan Kapicic
- Robert Forster : Ed Galbraith
- Dean Norris (VF : Jean-François Aupied) : Hank Schrader
- Steven Ogg (VF : Boris Rehlinger) : Mr.X
- Steven Bauer : Don Eladio Vuente

## Production

### Développement
Le 28 juillet 2018, AMC a renouvelé Better Call Saul pour une cinquième saison, juste avant la diffusion de la quatrième saison. Au moment du renouvellement, le nombre d'épisodes n'avait pas encore été précisé. Après la conclusion de la quatrième saison, en octobre 2018, le co-créateur de la série Peter Gould a déclaré qu'ils étaient toujours en discussion avec Sony Pictures Television pour savoir quelle serait la durée de la cinquième saison, étant donné que Better Call Saul avait une quantité finie de contenu. En novembre 2019, AMC a confirmé que la cinquième saison compterait dix épisodes et qu'elle débuterait le 23 février 2020. Sur ce que l'on peut attendre de la cinquième saison, Peter Gould a déclaré que le premier mouvement de Jimmy McGill / Saul Goodman est "d'essayer de tirer parti de tous les contacts qu'il a dans le monde de la vente de téléphones portables prépayés."

### Attribution des rôles
Les acteurs principaux sont Bob Odenkirk, Jonathan Banks, Rhea Seehorn, Patrick Fabian, Michael Mando et Giancarlo Esposito, qui reviennent après les saisons précédentes en tant que, respectivement, Jimmy McGill / Saul Goodman, Mike Ehrmantraut, Kim Wexler, Howard Hamlin, Nacho Varga, et Gus Fring.  Tony Dalton, qui était apparu dans la quatrième saison dans le rôle de Lalo Salamanca, a été promu à un rôle principal pour la cinquième saison. En janvier 2020, il a été annoncé que les acteurs de Breaking Bad, Dean Norris et Steven Michael Quezada reprendraient leurs rôles de Hank Schrader et Steven Gomez, ainsi que l'acteur Robert Forster qui est apparu à titre posthume dans le rôle d'Ed Galbraith. Le premier épisode de la saison a été dédié à Forster.

### Tournage
Le tournage de la cinquième saison a commencé le 10 avril 2019 à Albuquerque, au Nouveau-Mexique, et s'est terminé en septembre 2019.
Dans la première scène de la saison, Jimmy cache sa véritable identité sous son pseudonyme Gene Takavic alors qu'il travaille dans un restaurant Cinnabon dans un centre commercial à Omaha, Nebraska. Les scènes de Cinnabon dans Better Call Saul se déroulent à Omaha, mais sont filmées au Cottonwood Mall à Albuquerque.
Le co-créateur de la série, Vince Gilligan, qui est également le créateur de Breaking Bad, a déclaré que l'épisode "Transporteur" était l'épisode le plus "difficile" qu'il ait eu à réaliser jusqu'à présent.

## Liste des épisodes

### Épisode 1:Magic Man
- États-Unis : 23 février 2020 sur AMC
- France /  Belgique /  Suisse : 24 février 2020 sur Netflix

- États-Unis : 1,6 million de téléspectateurs[réf. souhaitée]

Séquence d'introduction, dans le futur : Jimmy part quelques jours après son passage à l'hôpital. En reprenant son poste dans le centre commercial, il retrouve le chauffeur de taxi qui l'a raccompagné à sa sortie et l'a reconnu comme Saul Goodman. Paniqué, Jimmy appelle Ed Galbraith pour une nouvelle extraction avant de se raviser.
Dans le présent : Kim ne comprend pas pourquoi Jimmy compte officier comme avocat sous le nom de Saul Goodman. Il lui explique que ce pseudonyme est déjà connu pour les téléphones portables, ce qui lui assure déjà une clientèle, et qu'il ne se fera jamais prendre au sérieux en étant Jimmy McGill.
Nacho apprend que plusieurs clients se plaignent de la qualité de la drogue fournie par Gus Fring. Lalo prend l'affaire au sérieux et vérifie le réseau par lui-même. Gus doit s'excuser, accusant Werner Ziegler d'avoir volé une partie de la production qu'ils ont dû remplacer par de la cocaïne locale. Il doit aussi révéler l'existence du chantier, le présentant comme un frigo secret pour le poulet. Gus est donc contraint de laisser les travaux en suspens et charge Mike de renvoyer les ouvriers en Europe. Gus lui propose également de continuer à le payer malgré l'absence d'activité mais Mike refuse.

### Épisode 2:Moins 50%!
- États-Unis : 24 février 2020 sur AMC
- France /  Belgique /  Suisse : 25 février 2020 sur Netflix

- États-Unis : 1,06 million de téléspectateurs[réf. souhaitée]

Gus force Nacho à gagner la confiance de Lalo et obtenir des informations sur ses plans. Quand deux drogués, galvanisés par l'offre de Saul Goodman, font un gros achat de cocaïne et Krazy-8 se fait surprendre à décoincer les doses de la gouttière où elles étaient coincées, Nacho saisit l'occasion et s'infiltre dans la maison par les toits juste avant que la police n'entre.
Mike est encore touché par le fait d'avoir dû abattre Werner : il boit beaucoup et s'énerve contre Kaylee quand celle-ci pose trop de questions sur son père.

### Épisode 3:L'Homme de la situation
- États-Unis : 2 mars 2020 sur AMC
- France /  Belgique /  Suisse : 3 mars 2020 sur Netflix

- États-Unis : 1,18 million de téléspectateurs[réf. souhaitée]

Nacho amène Jimmy voir Lalo, qui lui demande d'être l'avocat de Krazy-8 et de lui faire faire une déclaration à la police qui lui permettra d'éviter la prison. Jimmy ne parvient pas à s'en sortir et doit accepter : il arrive avec une déclaration à faire devant la police, avant de revenir et négocier un arrangement avec les agents de la DEA, Hank Schrader et Steven Gomez, qui acceptent de faire de Krazy-8 un informateur confidentiel et révéler les emplacements des dépôts de Gus. Jimmy espère ainsi sauver la vie de Krazy-8 à sa libération et être quittes avec les Salamanca mais Lalo compte de nouveau faire appel à lui à l'avenir. Nacho essaie de faire partir son père en le poussant à vendre son commerce, mais le vieil homme comprend les intentions et refuse de fuir. Plus tard, Nacho prévient Gus des opérations de la DEA à venir. Gus décide de ne pas intervenir car cela révélerait qu'il a une taupe dans l'organisation de Salamanca (mais ça lui coûte).
Kim essaie de ne plus avoir que des clients qu'elle représente gracieusement mais est rappelée par Mesa Verde pour convaincre un vieil homme de quitter sa propriété afin de lancer le chantier d'un centre d'appels. Devant ses associés, elle se montre ferme en rappelant la décision de la cour avant de retenter sa chance plus tard seule en lui proposant d'autres terrains, mais l'homme borné refuse, l'accusant d'être hypocrite.

### Épisode 4:Namaste
- États-Unis : 9 mars 2020 sur AMC
- France /  Belgique /  Suisse : 10 mars 2020 sur Netflix

Jimmy retrouve Howard Hamlin pour un déjeuner. L'ancien associé de Chuck veut en fait recruter Jimmy au sein de HHM. Offensé par l'offre après des années à le dénigrer, Jimmy refuse et se venge le soir même en lançant des boules de bowling sur la voiture de Howard (qui a pour plaque d'immatriculation NAMAST3).
Kim reste décidée à soutenir M. Acker en essayant de convaincre Mesa Verde de choisir un autre terrain pour leur centre d'appels, mais la banque insiste pour faire valoir son droit à l'expulser. Elle se résout donc à utiliser Jimmy qui persuade M. Acker de poursuivre Mesa Verde en justice.
Gus attend que l'opération de la DEA soit menée à bien, Victor et Diego surveillant que les trois dépôts désignés par Krazy-8 soient bien trouvés. Hank Schrader est le seul insatisfait, déçu de n'avoir pas pu arrêter une personne importante du réseau.

### Épisode 5:À la mémoire de Max
- États-Unis : 16 mars 2020 sur AMC
- France /  Belgique /  Suisse : 17 mars 2020 sur Netflix

Mike est dans une ferme mexicaine où Gus le force à rester et se rétablir. Soigné par le Dr Goodman, il n'a pas le choix et s'occupe en faisant des réparations dans l'hacienda.
Jimmy est devenu l'avocat de M. Acker et utilise ses astuces pour retarder autant que possible l'expulsion requise par Mesa Verde. Kim prévient Mesa Verde de la situation et propose de se retirer du dossier (du fait du potentiel conflit d'intérêts, puisqu'elle vit avec Jimmy) mais Kevin Wachtell refuse toute négociation. Howard rappelle Jimmy et renouvelle son offre et Jimmy lui répond qu'il doit encore réfléchir. Après plusieurs semaines, Jimmy estime qu'il n'y pas plus moyen de défendre Acker plus longtemps face à Mesa Verde. Il dit à Kim qu'il est temps d'arrêter car la seule option restante serait de trouver quelque chose contre Wachtell (dans ses secrets). Contre toute attente, Kim est décidée à poursuivre. Jimmy appelle donc Sobchak qui s'introduit chez Kevin Wachtell. Sobchak affirme n'avoir rien trouvé de compromettant, mais Kim remarque un détail sur les photos qu'il a prise au domicile de Wachtell. Un détail qui lui donne une idée... Plus tard, Rich Schweikart essaie de pousser Kim à s'éloigner de Mesa Verse, lui confiant à demi-mot  qu'il a compris qu'elle n'y croit plus et qu'elle est impliquée dans les plans de Jimmy, mais elle lui signifie son refus devant tout le cabinet.

### Épisode 6:Wexler contreGoodman
- États-Unis : 23 mars 2020 sur AMC
- France /  Belgique /  Suisse : 24 mars 2020 sur Netflix

Jimmy prépare son plan contre Kevin Wachtell mais Kim le prévient qu'elle renonce au chantage et a trouvé un point d'entente entre Mesa Verde et Everett Acker ; Jimmy semble accepter. Jimmy continue de se venger de Howard en envoyant deux prostituées qu'il a défendues créer un esclandre pendant un des déjeuners d'affaires de Hamlin. Lors de la rencontre visant à finaliser l'arrangement, Kim constate que Jimmy a décidé d'aller jusqu'au bout : il demande au nom de son client quatre millions de dollars ou sinon, il fera diffuser une publicité diffamante sur le fondateur de Mesa Verde, père de Kevin, et demandera des droits d'auteur pour l'utilisation d'une photographie par une artiste amérindienne comme logo de Mesa Verde (que Kim avait repéré sur les images de Sobchak). Devant le risque de voir ternie la réputation de son père, Kevin Wachtell accepte un arrangement financier plus raisonnable. Kim est furieuse d'avoir encore été utilisée par Jimmy et se doutant que la situation risque de se renouveler, elle demande à Jimmy de choisir : rompre ou se marier (s'ils sont mariés elle ne pourra juridiquement jamais témoigner contre lui).

### Épisode 7:JMM
- États-Unis : 30 mars 2020 sur AMC
- France /  Belgique /  Suisse : 31 mars 2020 sur Netflix

Jimmy et Kim se marient devant la loi et promettent désormais d'être transparents l'un envers l'autre. Les services de Saul Goodman sont vite appelés pour faire libérer Lalo sous caution malgré les charges et l'absence de preuves tout en cachant son vrai nom. Jimmy finit par le révéler à Kim, heureuse de le voir tenir sa promesse. Kim et Rich s'excusent auprès de Kevin Wachtell pour le dossier Everett Acker et l'épisode Saul Goodman avant de le laisser choisir s'il compte les garder, mais Kim revient sur ses mots et rappelle qu'il a toujours refusé de suivre les conseils de ses avocats dans cette affaire ; Wachtell l'admet et les garde.

### Épisode 8:Transporteur
- États-Unis : 6 avril 2020 sur AMC
- France /  Belgique /  Suisse : 7 avril 2020 sur Netflix

Les cousins Salamanca récupèrent au Mexique les 7 millions de la caution de Lalo et se chargent du transfert, pendant qu'ils sont dénoncés par un informateur. Lalo charge Jimmy de passer à la frontière et rejoindre un puits abandonné et isolé dans le désert où se fera l'échange ; Jimmy exige 100 000 $ pour le déplacement et Lalo accepte. Jimmy avoue à Kim qu'il va partir et elle l'implore de refuser.

### Épisode 9:La Route du mauvais choix
- États-Unis : 13 avril 2020 sur AMC
- France /  Belgique /  Suisse : 14 avril 2020 sur Netflix

Jimmy et Mike atteignent une aire de repos pour routiers après une deuxième journée de marche, où Tyrus et Victor les récupèrent  déshydratés mais en vie. Sur la route, Jimmy et Mike se mettent d'accord pour ne pas évoquer la présence des gangsters et la fusillade. Jimmy se rend aussitôt au tribunal pour livrer la caution de Lalo, récupérant le surplus des 7 millions en billets pour lui. Lalo est donc libéré mais la police devient soupçonneuse devant autant de liquidités et il accepte de suivre le conseil de Jimmy : rentrer au Mexique. Quand Mike fait son rapport, Gus comprend que les gangsters étaient des Colombiens envoyés par Juan Bolsa pour protéger ses affaires. Jimmy rentre en piteux état et Kim trouve, plus tard, l'argent mais aussi le gobelet de Jimmy avec un impact de balle.

### Épisode 10:Un truc impardonnable
- États-Unis : 20 avril 2020 sur AMC
- France /  Belgique /  Suisse : 21 avril 2020 sur Netflix

Jimmy et Kim voient Lalo partir depuis leur fenêtre. Kim voit Jimmy raccrocher de son appel avec Mike et Jimmy accepte de raconter la vérité sur son errance dans le désert. En attendant, ils se réfugient dans un hôtel. Mike a suivi quelque temps Lalo et Nacho et informe Fring qu'ils se rendent dans la maison de Lalo à Chihuahua, où selon lui, Nacho va être promu parmi les Salamanca. Gus décide d'utiliser Nacho pour introduire le commando de tueurs qu'il  compte envoyer pour se débarrasser définitivement de Lalo.
Le lendemain, Kim accepte de prendre une vingtaine de dossiers en attente pro bono et découvre le nombre important d'affaires en cours faute d'avocats disponibles. Elle croise Howard au palais de justice. Surpris par les derniers choix de carrière de Kim, Howard lui révèle les derniers tours de Jimmy, ce qui fait rire Kim. Howard qui lui conseille ensuite de ne plus suivre Jimmy, mais elle répond qu'elle se sent insultée de ne pas être prise pour quelqu'un qui prend ses décisions seule. Quand elle retrouve Jimmy, celui-ci est apaisé : il a rencontré Mike qui l'a prévenu de la mort imminente de Lalo. Pendant la soirée, ils plaisantent sur le prochain tour à jouer à Howard mais quand Kim semble prête à détruire la carrière de Howard en revenant sur la résolution du dossier Sandpiper, Jimmy prend peur de voir sa femme aller aussi loin.

## Accueil critique
Sur Allociné, la cinquième saison a obtenu une note de 4,4/5 avec 155 notes.
La cinquième saison de Better Call Saul a été universellement saluée par les critiques de télévision. Sur Rotten Tomatoes, la saison a obtenu un taux d'approbation de 99% sur la base de 50 critiques, avec une note moyenne de 8,9/10. Le consensus critique du site Internet indique : "Fondée sur la performance infiniment nuancée et habitée de Bob Odenkirk, la cinquième saison de Better Call Saul est un cours de tragédie à l'humour noir et à la réalisation saisissante".  
Sur le site Metacritic, la saison a obtenu un score de 92 sur 100 sur la base de 16 critiques, ce qui indique des "louanges générales".  